# Oei Poh Hwa
Pour les articles homonymes, voir Hwa.
Oei Poh Hwa est un ancien arbitre malaisien de football des années 1960 et 1970. Il fut arbitre international dès 1959.

## Carrière
Il a officié dans une compétition majeure : 
- Jeux olympiques d'été 1972 (2 matchs)